# 24068 Сімонсен
24068 Сімонсен (24068 Simonsen) — астероїд головного поясу, відкритий 8 жовтня 1999 року.
Тіссеранів параметр щодо Юпітера — 3,443.